# El Mundo
El Mundo este al doilea ziar ca popularitate din Spania.
În 2008 avea un tiraj de 338.286 de exemplare iar în 2011 — 266.294 de exemplare.